# 烏斯 (霍達蘭郡)
烏斯（挪威語：Os）是挪威的已撤销的市镇，位於原霍達蘭郡的中霍達蘭地区。其行政中心为奧綏羅村。在2020年撤销之前，该市镇面积有140平方公里，人口数量为20,152人，人口密度为每平方公里151人。
2020年1月1日，乌斯市镇和相邻的菲薩市镇合并为新的比约纳菲尤伦市镇。